# 12 tüzes asszony (Így jártam anyátokkal)
A 12 tüzes asszony az Így jártam anyátokkal című televízió-sorozat nyolcadik évadának nyolcadik epizódja. Eredetileg 2012. november 26-án vetítették, míg Magyarországon 2013. október 14-én.
Ebben az epizódban Marshall élete teljesítményét kell hogy nyújtsa ügyvédként egykori egyetemi csoporttársa, Brad ellen egy perben. Eközben a többiek azzal hencegnek, hogy melyiküknek milyen dolga volt már a törvénnyel.

## Cselekmény
A cselekmény kicsit előreugorva kezdődik: Marshall épp egy meghallgatáson van New York Állam Bírói Tanácsa előtt, amely meghallgatás Jövőbeli Ted szerint a jövőjét fogja eldönteni. Azért gyűltek össze, hogy meghallgassák, mi is történt a Gruber Gyógyszergyár elleni perben – Marshall pedig készségesen el is kezdi azt mesélni az elejétől.
A tárgyalás előtt Marshall csalódottan kérdezi meg Bradtől, hogy miért árulta el őt, hiszen barátok voltak és együtt villásreggeliztek is. Brad azt mondja, hogy azért, mert miután a barátnője, Kara megint kidobta, kiöltözött, és elkezdett hazudozni, hogy elérje, amit akar (nagymértékben hasonlítva így Barney-ra). Miután elkezdődik a tárgyalás és Marshall kijelenti, hogy 25 millió dolláros kártérítést követelnek a Béka-tó elszennyezéséért, Brad nem észérvekkel válaszol, hanem figyelemelterelést kezd el használni, és a sportos testalkatával elcsábítja az esküdteket és még a bírót is. Majd elkezdi sajnáltatni magát a legutóbbi szakítása miatt, és nem átall egy hamis tanút is beidézni, aki szerint az állatoknak éppen hogy jót tesz a szennyezés. Marshall ezzel úgy veszi fel a versenyt, hogy bemutat egy kiskacsát, ami épp lábadozik a tó vizétől kapott bőrgyulladásából. Már épp kezdene nyeregbe kerülni, amikor Brad bemutat egy videót, amiben a Béka-tóban fürdőzik (természetesen félmeztelenül), igazolván ezzel, hogy a víz teljesen biztonságos. Az ügyet már éppen lezárnák, amikor Marshallnak mentő ötlete támad: amikor azt látja, hogy Brad vakarózik, azt kéri a bíróságtól, hogy vetesse le Braddel az ingét. Mikor leveszi, kiderül, hogy neki is akut bőrgyulladása van a Béka-tó vizétől. Marshall megnyeri a pert, de a bíróság csak 25 ezer dollárt ítél meg 25 millió helyett, mert ezt is elegendőnek látja. A csalódott Marshall kérdőre vonja a bírót, aki azt mondja, hogy nem tehet tönkre egy egész céget egy ekkora bírsággal csak azért, mert néhány állatnak baja esett.
Később a bárban Marshall és Brad találkoznak. Brad már egészen másként áll a dolgokhoz: a pert követően elgondolkozott azon, miért is kezdett el jogot tanulni, ezért otthagyta a céget, és ő is csatlakozott a Honeywell & Cootes-hoz, hogy a manipulációival segítsen megmenteni a világot. Marshall végül csak akkor bocsát meg, amikor Brad meghívja villásreggelizni . egyben azt mondja neki, hogy a bíró egy barom volt, és sokkal inkább kellene olyan embereknek a pulpitus mögött ülniük, mint Marshall. Mint kiderül, ezért is jött most el a bírói tanács elé, mert ráébredt, hogy bíró szeretne lenni, mert azok tudnak valódi változást elérni. A bírói tanács rögzítette Marshall kérését, viszont azt mondják neki, hogy majd értesítik, ha üresedés lesz.
Eközben a többiek, akik eljöttek támogatni Marshallt, arról vitáznak, melyikük volt a nagyobb fenegyerek fiatalkorában. Barney kezdi azzal, hogy hatalmas priusza volt, Lily állítása szerint 1994-ben a környék vagánya volt, mindenki félt tőle, még Scooter is, aki ezt követően kezdett el vele randizni. Tedet állítása szerint többször is letartóztatták tinédzserként, Robin pedig azt mondja, hogy mint Robin Sparkles, zajos és botrányos életet élt. Aztán mikor az egyik teremszolga felismeri Barneyt, és kiderül róla, hogy gyerekkorában ugyanabba a bűvészklubba járt, a többiek is kénytelenek elmondani az igazat. Robin valójában kitüntetést kapott, mint a legkedvesebb és legcsendesebb hotelvendég. Ted pedig legfeljebb a reneszánsz vásáron volt rosszfiú egy fénykép erejéig.Az epizód vége alapján egyedül Lilynek volt igaza, mert amikor fütyörészve ment végig az utcán, többen megrettentek tőle.
Az eseményeket követően Barney és Robin megint a legutóbbi csókjukról beszélgetnek. Barney megmondja, hogy elromoljanak köztük a dolgok, mert ő már belefáradt abba, hogy Robint hajszolja és nem akar bolondot csinálni magából. Ez a kijelentése láthatóan megérinti Robint.

## Kontinuitás
- Brad és Kara állandó szakítása először "A világ legjobb párosa" című részben jelent meg.
- Mikor Brad azt mondja, hogy akkor változott meg, amikor kiöltözött és elkezdett hazudozni, hogy elérje, amit akar, azzal Barneyra utal ("A közös este")
- Robin popsztárkarrierje "A pofogadás", a "Homokvárak a homokban" és a "Glitter" című részekben szerepelt.
- A Gruber Gyógyszergyár elleni per a "Tanulmányi kirándulás" című részben kezdődött, amikor Marshall felbátorította Garrison Cootes-t, hogy ne fogadja el a 24 ezer dollárt.

## Jövőbeli visszautalások
- Marshall a "Valami új" című részben kapja a hívást, hogy elfogadták a bírói kinevezés iránti kérelmét, mely a kilencedik évad cselekményének egy központi témája lesz.

## Érdekességek
- Scooter azt állítja, hogy az eredeti neve Jeff, azonban a "Valami kölcsönvett" című részben még azt mondja, hogy Bill.
- Robin visszatekintése 1993-ban történik, amikor még 13 éves. Ez ellentmond annak, amit korábban mondott, azaz hogy ekkor még az apjával élt, aki fiúsan nevelte.
- Marshall állítása szerint a kiskacsa, akit bemutatott, 3 hónapos gyógykezelésen van túl. Egy 3 hónapos kacsának azonban inkább a felnőtt állatokra hasonlító termete és kinézete van.

## Vendégszereplők
- Joe Manganiello – Brad
- Joe Lo Truglio – Honeywell
- David Burtka – Scooter
- Don Lake – Donovan bíró
- Mark Cohen – Dr. Bedrosian
- Kim Estes – bíró
- Dennis Haskins – bíró
- Jake Elliott – 14 éves Marvin
- Steve Seagren – teremszolga

## Zene
- Celldweller – The Best It's Gonna Get (J Scott G & Joman Remix)

## Fordítás
- Ez a szócikk részben vagy egészben  a   Twelve Horny Women című angol Wikipédia-szócikk ezen változatának fordításán alapul.  Az eredeti cikk szerkesztőit annak laptörténete sorolja fel. Ez a jelzés csupán a megfogalmazás eredetét és a szerzői jogokat jelzi, nem szolgál a cikkben szereplő információk forrásmegjelöléseként.